# Periphetes quezonicus
Periphetes quezonicus är en insektsart som beskrevs av Frank H.Hennemann och Oskar V.Conle 2007. Periphetes quezonicus ingår i släktet Periphetes och familjen Phasmatidae. Inga underarter finns listade i Catalogue of Life.